# 山内逸郎
山内 逸郎（やまのうち いつろう、1923年5月6日 - 1993年6月8日)は、日本の医師。

## 略歴
岡山県岡山市出身。1947年岡山医科大学卒、1955年医学博士(岡山大学)。1952年国立岡山病院小児科医長。1955-1957年米国ニューヨーク州立大学生理学教室に学ぶ。1975年全国に先駆けて小児医療センターを設立、新生児の救急医療体制を整備。小児医療センター長、副院長を経て、1982年院長となる。1979年未熟児網膜症の診療を容易にした「経皮黄疸計」を開発。また母乳運動をすすめ、1986年には全国初の乳房センターを開設した。1976年の鹿児島の5つ子誕生の際には現地で医師団を指導した。1989年退官。国立岡山病院名誉院長。
1988年度岡山県文化賞、1991年国際エレクトリック・シネマ・フェスティバル奨励賞(ビデオアート部門)受賞。

## 著書
- 『母乳は愛のメッセージ』山陽新聞社 1984
- 『新生児』1986 岩波新書
- 『子育て 小児科医の助言』1989 (岩波新書)
- 『母乳についての22の手紙』山陽新聞社 1991
- 『はじめての母乳育児と心配ごと解決集 おっぱいで育児が楽しくなるように』婦人生活社 1992 一聡舎 2007
- 『未熟児』1992 (岩波新書)

### 共著
- 『母乳ママの子育て奮戦記 山内先生が指導した』山本みゆき共著 山陽新聞社 1993